# Belgiens Grand Prix 2014
Belgiens Grand Prix 2014, officiellt 2014 Formula 1 Shell Belgian Grand Prix, var en Formel 1-tävling som hölls den 24 augusti 2014 på Circuit de Spa-Francorchamps i Spa, Belgien. Det var den tolfte tävlingen av Formel 1-säsongen 2014 och kördes över 44 varv. Vinnare av loppet blev Daniel Ricciardo för Red Bull, tvåa blev Nico Rosberg för Mercedes och trea blev Valtteri Bottas för Williams.

## Kvalet
| KR. | Nr | Förare            | Konstruktör          | Q1       | Q2       | Q3       | Grid |
| --- | -- | ----------------- | -------------------- | -------- | -------- | -------- | ---- |
| 1   | 6  | Nico Rosberg      | Mercedes             | 2.07,130 | 2.06,723 | 2.05,591 | 1    |
| 2   | 44 | Lewis Hamilton    | Mercedes             | 2.07,280 | 2.06,609 | 2.05,819 | 2    |
| 3   | 1  | Sebastian Vettel  | Red Bull–Renault     | 2.10,105 | 2.08,868 | 2.07,717 | 3    |
| 4   | 14 | Fernando Alonso   | Ferrari              | 2.10,197 | 2.08,450 | 2.07,786 | 4    |
| 5   | 3  | Daniel Ricciardo  | Red Bull–Renault     | 2.10,089 | 2.08,989 | 2.07,911 | 5    |
| 6   | 77 | Valtteri Bottas   | Williams–Mercedes    | 2.09,250 | 2.08,451 | 2.08,049 | 6    |
| 7   | 20 | Kevin Magnussen   | McLaren–Mercedes     | 2.11,081 | 2.08,901 | 2.08,679 | 7    |
| 8   | 7  | Kimi Räikkönen    | Ferrari              | 2.09,885 | 2.08,646 | 2.08,780 | 8    |
| 9   | 19 | Felipe Massa      | Williams–Mercedes    | 2.08,403 | 2.08,833 | 2.09,178 | 9    |
| 10  | 22 | Jenson Button     | McLaren–Mercedes     | 2.10,529 | 2.09,272 | 2.09,776 | 10   |
| 11  | 26 | Daniil Kvyat      | Toro Rosso-Renault   | 2.10,445 | 2.09,377 |          | 11   |
| 12  | 25 | Jean-Éric Vergne  | Toro Rosso-Renault   | 2.09,811 | 2.09,805 |          | 12   |
| 13  | 11 | Sergio Pérez      | Force India-Mercedes | 2.10,666 | 2.10,084 |          | 13   |
| 14  | 99 | Adrian Sutil      | Sauber-Ferrari       | 2.11,051 | 2.10,238 |          | 14   |
| 15  | 8  | Romain Grosjean   | Lotus-Renault        | 2.10,898 | 2.11,087 |          | 15   |
| 16  | 17 | Jules Bianchi     | Marussia-Ferrari     | 2.11,051 | 2.12,470 |          | 16   |
| 17  | 13 | Pastor Maldonado  | Lotus-Renault        | 2.11,261 |          |          | 17   |
| 18  | 27 | Nico Hülkenberg   | Force India-Mercedes | 2.11,267 |          |          | 18   |
| 19  | 4  | Max Chilton       | Marussia-Ferrari     | 2.12,566 |          |          | 19   |
| 20  | 21 | Esteban Gutiérrez | Sauber-Ferrari       | 2.13,414 |          |          | 20   |
| 21  | 45 | André Lotterer    | Caterham-Renault     | 2.13,469 |          |          | 21   |
| 22  | 9  | Marcus Ericsson   | Caterham-Renault     | 2.14,438 |          |          | 22   |

| Vidare från första kvalrundan ▬▬ Vidare från andra kvalrundan ▬▬ |

## Loppet
| Pos. | Nr | Förare            | Konstruktör          | Varv | Tid         | Grid | P  |
| ---- | -- | ----------------- | -------------------- | ---- | ----------- | ---- | -- |
| 1    | 3  | Daniel Ricciardo  | Red Bull-Renault     | 44   | 1:24.36,556 | 5    | 25 |
| 2    | 6  | Nico Rosberg      | Mercedes             | 44   | +3,383      | 1    | 18 |
| 3    | 77 | Valtteri Bottas   | Williams-Mercedes    | 44   | +28,032     | 6    | 15 |
| 4    | 7  | Kimi Räikkönen    | Ferrari              | 44   | +36,815     | 8    | 12 |
| 5    | 1  | Sebastian Vettel  | Red Bull-Renault     | 44   | +52,196     | 3    | 10 |
| 6    | 22 | Jenson Button     | McLaren-Mercedes     | 44   | +54,580     | 10   | 8  |
| 7    | 14 | Fernando Alonso   | Ferrari              | 44   | +1.01,162   | 4    | 6  |
| 8    | 11 | Sergio Pérez      | Force India-Mercedes | 44   | +1.04,293   | 13   | 4  |
| 9    | 26 | Daniil Kvyat      | Toro Rosso-Renault   | 44   | +1.05,347   | 11   | 2  |
| 10   | 27 | Nico Hülkenberg   | Force India-Mercedes | 44   | +1.05,697   | 18   | 1  |
| 11   | 25 | Jean-Éric Vergne  | Toro Rosso-Renault   | 44   | +1.11,920   | 12   |    |
| 121  | 20 | Kevin Magnussen   | McLaren-Mercedes     | 44   | +1.14,262   | 7    |    |
| 13   | 19 | Felipe Massa      | Williams-Mercedes    | 44   | +1.15,975   | 9    |    |
| 14   | 99 | Adrian Sutil      | Sauber-Ferrari       | 44   | +1.22,447   | 14   |    |
| 15   | 21 | Esteban Gutiérrez | Sauber-Ferrari       | 44   | +1.30,825   | 20   |    |
| 16   | 4  | Max Chilton       | Marussia-Ferrari     | 43   | +1 varv     | 19   |    |
| 17   | 9  | Marcus Ericsson   | Caterham-Renault     | 43   | +1 varv     | 22   |    |
| Ret  | 17 | Jules Bianchi     | Marussia-Ferrari     | 39   | Växellåda   | 16   |    |
| Ret  | 44 | Lewis Hamilton    | Mercedes             | 38   | Växellåda   | 2    |    |
| Ret  | 8  | Romain Grosjean   | Lotus-Renault        | 33   | Motorenhet  | 15   |    |
| Ret  | 45 | André Lotterer    | Caterham-Renault     | 1    | Elektonik   | 21   |    |
| Ret  | 13 | Pastor Maldonado  | Lotus-Renault        | 1    | Avgassystem | 17   |    |

| Förare och stall som tog poäng ▬▬ |

Noteringar:
- ^1  — Kevin Magnussen gick i mål på sjätte plats, men fick 20 sekunders bestraffning för att ha tvingat Fernando Alonso av banan.[1]

## Ställning efter loppet
|   | Pos. | Förare           | Poäng |
| - | ---- | ---------------- | ----- |
| ▬ | 1    | Nico Rosberg     | 220   |
| ▬ | 2    | Lewis Hamilton   | 191   |
| ▬ | 3    | Daniel Ricciardo | 156   |
| ▬ | 4    | Fernando Alonso  | 121   |
| ▬ | 5    | Valtteri Bottas  | 110   |

|     | Pos. | Konstruktör       | Poäng |
| --- | ---- | ----------------- | ----- |
| ▬   | 1    | Mercedes          | 411   |
| ▬   | 2    | Red Bull-Renault  | 254   |
| ▬   | 3    | Ferrari           | 160   |
| ▬   | 4    | Williams-Mercedes | 150   |
| ▲ 1 | 5    | McLaren-Mercedes  | 105   |

- Notering: Endast de fem bästa placeringarna i vardera mästerskap finns med på listorna.